# Payergruppe
Die Payergruppe sind eine Gruppe verstreuter Berge im ostantarktischen Königin-Maud-Land. Sie verteilen sich über eine Länge von 39 km in nordsüdlicher Ausrichtung in einer Entfernung von 16 km östlich der Weyprechtberge und bilden die östliche Hälfte der Hoelfjella.
Entdeckt und benannt wurden die Berge bei der Deutschen Antarktischen Expedition 1938/39 unter der Leitung des Polarforschers Alfred Ritscher. Namensgeber ist der österreichische Polarforscher Julius von Payer (1842–1915), der gemeinsam mit Carl Weyprecht die Österreichisch-Ungarische Nordpolexpedition (1872–1874) leitete.